# 新帕斯
22°45′48″N 81°45′29″W / 22.76333°N 81.75806°W

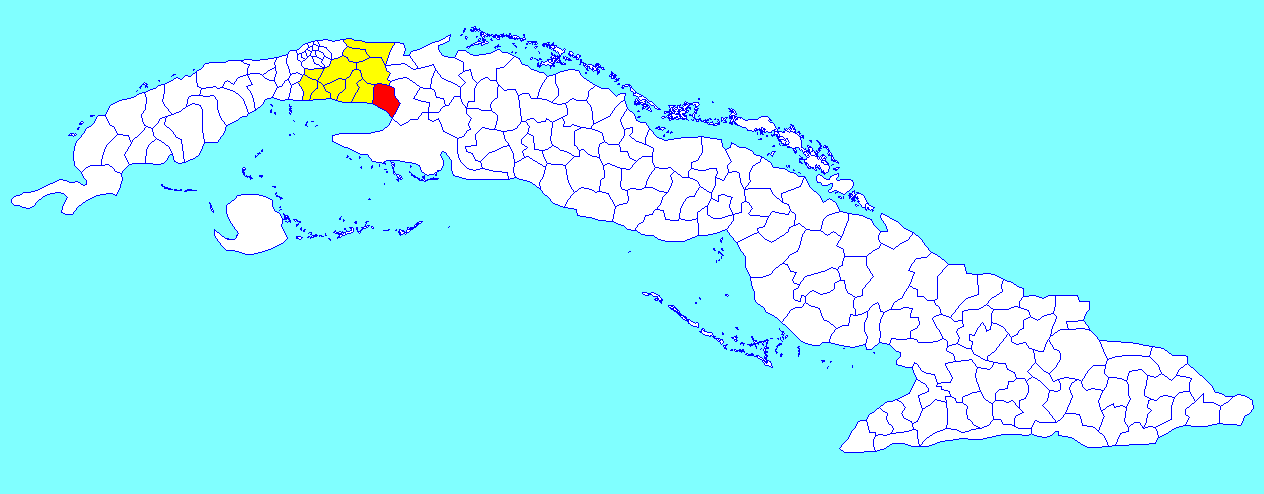

新帕斯（西班牙語：Nueva Paz），是古巴的城鎮，位於該國西部，由瑪雅貝克省負責管轄，始建於1802年，面積515平方公里，海拔高度20米，2004年普查人口總數為24,277，人口密度每平方公里47.1人。